# 幻想曲 (1908年電影)
《幻想曲》（法語：Fantasmagorie）是埃米里·科爾於1908年製作的法國動畫電影。它是傳統（手繪）動畫的最早例子之一，被電影史學家認為是史上第一部的動畫卡通片。

## 故事大綱
《幻想曲》主要由一個火柴人四處走動並遇到各種各樣的變形物體，例如變成一朵花的酒瓶變成一頭大象。還有動畫師的手進入場景的實景部分。主角是由藝術家在鏡頭前手繪而成，其他角色包括一位在電影院裡一個女人，她戴著一頂帶有巨大羽毛的大帽子。
短片中所有誇飾且瘋狂的動畫轉變，都是對於當時已被時代遺忘的不連貫運動的直接致敬。短片標題取自原始法語單詞「幻境（法語：」，是19世紀中期的幻燈機表演。

## 製作
科爾於1908年2月到5月或6月進行《幻想曲》的製作工作。儘管製作時間相當短暫，但該作品以意识流文学的形式繪製出來。影片於1908年8月17日上映。
動畫製作部分，則是通過在紙上繪製每一幀然後將每一幀拍攝到負片上來製作的，由700幅圖畫組成，影片的視覺風格類似粉筆畫，但實際是用鉛筆繪製在紙上的。影片中的部分片段合成了現實的場景。這部影片使用了後來被稱為傳統動畫的製作技術，影片首先將情節按影格繪製在紙上，然後再將每一影格攝製到電影負片上，所以這部影片的背景看起來像是黑板。
科爾可能從詹姆斯·斯圖爾特·布萊克頓於1906年製作的《滑稽臉的幽默相》中參考了黑板風格。

## 外部連結
- 大卡通資料庫上《幻想曲》的資料（英文）

- 互联网电影数据库（IMDb）上《Fantasmagorie》的资料（英文）
- 收藏的影片《幻想曲 (1908年電影)》[更多内容]
- YouTube上的Emile Cohl – Fantasmagorie 1908